# Alavivo
Alavivo (latino: Alavivus; ... – 377) fu un reiks e un capo tribale goto, coinvolto nell'attraversamento del Danubio nel 376, un evento che diede inizio alla Guerra gotica (376-382).
All'inizio del 376 era a capo dei Goti Tervingi. Essendo il suo popolo colpito da carestia e sotto l'attacco degli Unni, inviò all'imperatore romano Valente un'ambasceria per chiedere che fosse loro concesso l'ingresso in territorio romano, in cambio dell'impegno a comportarsi pacificamente e a fornire reclute all'esercito romano; nell'autunno di quell'anno, Valente permise ai Tervingi di entrare in Tracia.
La gestione dei profughi da parte dei comandanti romani fu disastrosa, aggravata dalla scarsità di provviste per sfamare i Goti e dalla cupidigia dei funzionari imperiali. Nell'inverno 376-377 il comandante romano Lupicino invitò Alavivo e il suo collega Fritigerno all'interno del proprio campo, posto nelle vicinanze di Marcianopoli, come gesto di buona volontà. Ma tra l'accampamento dei Goti e la città furono disposte le truppe romane; i Goti, esasperati, si scontrarono con la popolazione locale. La reazione di Lupicino fu quella di massacrare la guardia che Alavivo e Fritigerno avevano portato con loro e di prendere in ostaggio i due sovrani; Fritigerno fu poi liberato con lo scopo di convincere i suoi uomini a comportarsi pacificamente, mentre Alavivo rimase prigioniero dei Romani. Di lui le fonti non dicono altro.
Su base onomastica è stata proposta la sua appartenenza alla famiglia dei Balti, probabilmente un parente stretto di Atanarico.